# Wrgha POWU orchestra
wrgha POWU orchestra je český dvanáctičlenný hudební soubor, jehož vedoucí postavou je klavírista a skladatel Tomáš Sýkora. Tvoří jej převážně absolventi a studenti Konzervatoře Jaroslava Ježka. Hrají spolu od roku 2007 a v březnu 2010 vydali svoje debutové album kapiloongo. Kapela pravidelně koncertuje na české klubové i festivalové scéně.
wrgha POWU orchestra hraje výhradně vlastní tvorbu, autorem hudby, která se pohybuje na pomezí žánrů, je Tomáš Sýkora. Skladby jsou komponovány pod vlivem současné hudby, jazzu a filmové hudby. Jazzový publicista Vladimír Kouřil specifický zvuk skupiny označuje za „promenádní hudbu“.
Kromě běžných koncertů zní hudba wrgha POWU orchestra také při divadelním představení Kráska a Netvor kladenského Divadla Lampion. Autorem hudby je Tomáš Sýkora a při premiéře 18. září 2009 hrál jeho soubor v divadle živě.

## Složení
- Tomáš Sýkora – klavír
- Nina Marinová – I. housle, zpěv
- Milan Jakeš – II. housle
- Ilya Blackwedge – viola
- Šimon Marek – violoncello
- Štěpánka Balcarová – trubka
- Dušan Navařík – příčná flétna
- Jakub Šnýdl – klarinet
- Michal Šťulík – akordeon
- José De La Hoz – kytara
- Vladimír Micenko – kontrabas
- Petr Mikeš – bicí

Základem orchestru je klasické smyčcové kvarteto doplněné o trubku, klarinet, příčnou flétnu a akordeon. Rytmiku tvoří kytara, bicí, kontrabas a kapelníkův klavír. Složení má připomínat zmenšený symfonický orchestr. Do roku 2008 sestavu doplňoval i dirigent Daniel Wunch.
Počátkem roku 2008 z kapely odešel původní kytarista Marek Doubrava, jehož nahradil Michal Šinka. Původní soubor o deseti hudebních nástrojích byl několikrát rozšířen – koncem roku 2008 se ke kapele přidal bubeník Cyril Lojda a v polovině roku 2010 přibyla trubka Štěpánky Balcarové.
V roce 2012 došlo k obměně třetiny souboru – Martina Kroupu u violy vystřídal Ilya Blackwedge, Petru Reksoprodjo u violoncella Šimon Marek, Michala Šinku u kytary José De La Hoz a Cyrila Lojdu u bicích Petr Mikeš. Michal Šinka i Cyril Lojda kapelu opustili kvůli začátku jejich studia na Berklee College of Music v americkém Bostonu.

## Diskografie
- 2010: kapiloongo
- 2012: opoPOP